# 囤顶
囤頂，中國古建築的屋頂樣式之一，其特徵是屋頂略微拱起呈弧形，前後稍低、中央稍高，房屋左右兩側山牆有的會凸出於屋頂，凸出部分會被砌成弧形。囤頂房屋的排水效果較平頂佳，還可以防禦風沙。主要是中國東北地區一帶常用，由於在冬天氣候寒冷時常會下雪，這樣設計的屋頂可避免過多的雪在房頂上堆積，減少屋頂的載重量。

## 外部連結
- 留住古城的“囤顶”民居 （页面存档备份，存于）